# فيث ميخائيل
فيث ميخائيل (بالإنجليزية: Faith Ikidi)‏ هي لاعبة كرة قدم نيجيرية، ولدت في 28 فبراير 1987 في بورت هاركورت في نيجيريا. شاركت مع منتخب نيجيريا لكرة القدم للسيدات. أما مع النوادي، فقد لعبت مع Eskilstuna United DFF ‏.

## وصلات خارجية
- فيث ميخائيل على موقع الاتحاد الدولي (مؤرشف)  (الإنجليزية)
- فيث ميخائيل على موقع الاتحاد الأوربي (الإنجليزية)
- فيث ميخائيل على موقع قاعدة بيانات كرة القدم.إي يو (الإنجليزية)
- فيث ميخائيل على موقع Soccerway.com (الإنجليزية)
- فيث ميخائيل على موقع اللجنة الأولمبية الدولية (الإنجليزية)
- فيث ميخائيل على موقع أوليمبيديا (الإنجليزية)